# Nefropatia epidemica
La nefropatia epidemica (o NE) è una forma lieve di febbre emorragica con sindrome renale, una zoonosi causata da Hantavirus. Viene contratta attraverso il contatto con feci, saliva, urine di roditori infetti o per inalazione dei virus da escrementi di roditori.
Il periodo di incubazione è generalmente di tre settimane.
La nefropatia epidemica ha un esordio improvviso con febbre, dolori addominali, mal di testa, mal di schiena e sintomi gastrointestinali. I sintomi più gravi comprendono emorragie interne. La maggior parte degli individui infetti sono asintomatici o sviluppano solo lievi sintomi e la malattia non si diffonde da uomo a uomo. Anche se fatale in una piccola percentuale di casi, è generalmente più lieve rispetto alla HFRS causata da Hantavirus in altre parti del mondo.